# Sint-Joriskerk op de Poklonnajaheuvel
De Kerk van de Heilige Joris op de Poklonnajaheuvel (Russisch: Церковь Георгия Победоносца на Поклонной горе) is een Russisch-orthodoxe kerk ter nagedachtenis aan de Grote Vaderlandse Oorlog van 1941-1945. De kerk is gelegen op een uitgestrekte locatie, de Poklonnajaheuvel, in het westen van Moskou, het zogenaamde Overwinningspark (Парк Победы), waarop zich eveneens een museum en een aantal andere monumenten bevinden.

## De bouw
De eerste steen van de kerk werd op 9 mei 1994 door de inmiddels overleden patriarch Aleksi II van Moskou gelegd. De kerk werd in recordtijd gebouwd en kon tijdens de viering van het 50-jarig jubileum van de overwinning van het Rode leger op het Derde Rijk al op 6 mei 1995 worden ingewijd door de patriarch van Moskou. De ontwerper van het in moderne Russische stijl gebouwde godshuis, Anatoli Trofimovitsj Poljanski, heeft zelf de bouw niet meer mee kunnen maken. Hij stierf in 1993.
Onderscheidend zijn de grote bronzen bas-reliëfs van Z. Andzjaparidza op de buitenmuren van de kerk, met voorstellingen van Christus, de Moeder Gods en de heilige Joris. Het opmerkelijke is dat de uitbeeldingen eerder katholiek dan orthodox lijken. Belangrijkste heiligdom van de kerk is een relikwie van de heilige Joris, in 1998 geschonken door patriarch Diodorus I van Jeruzalem. De heilige Joris is de schutspatroon van het leger van Rusland.

## Afbeeldingen

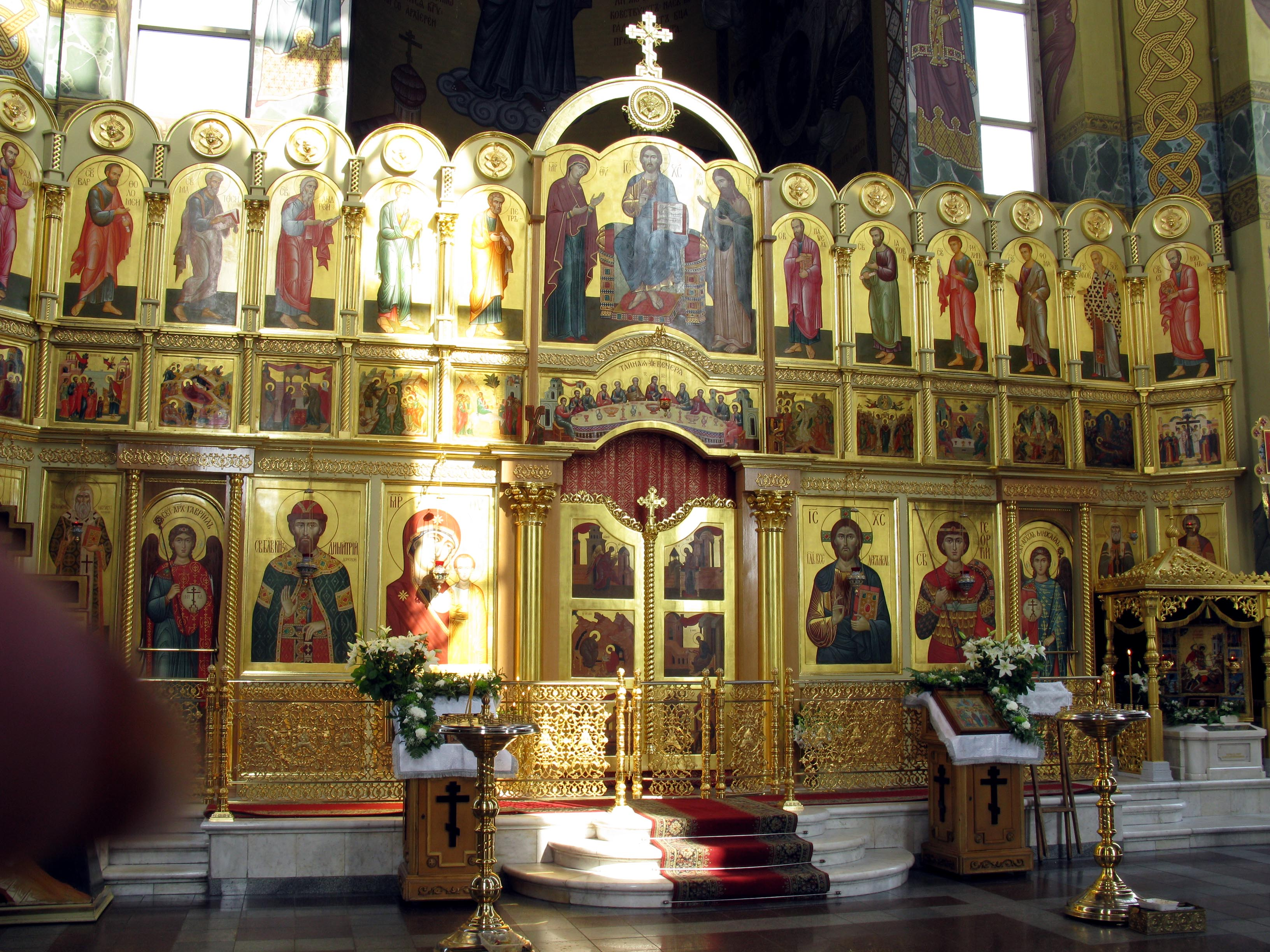
Iconostase (A. Tsjasjkin)
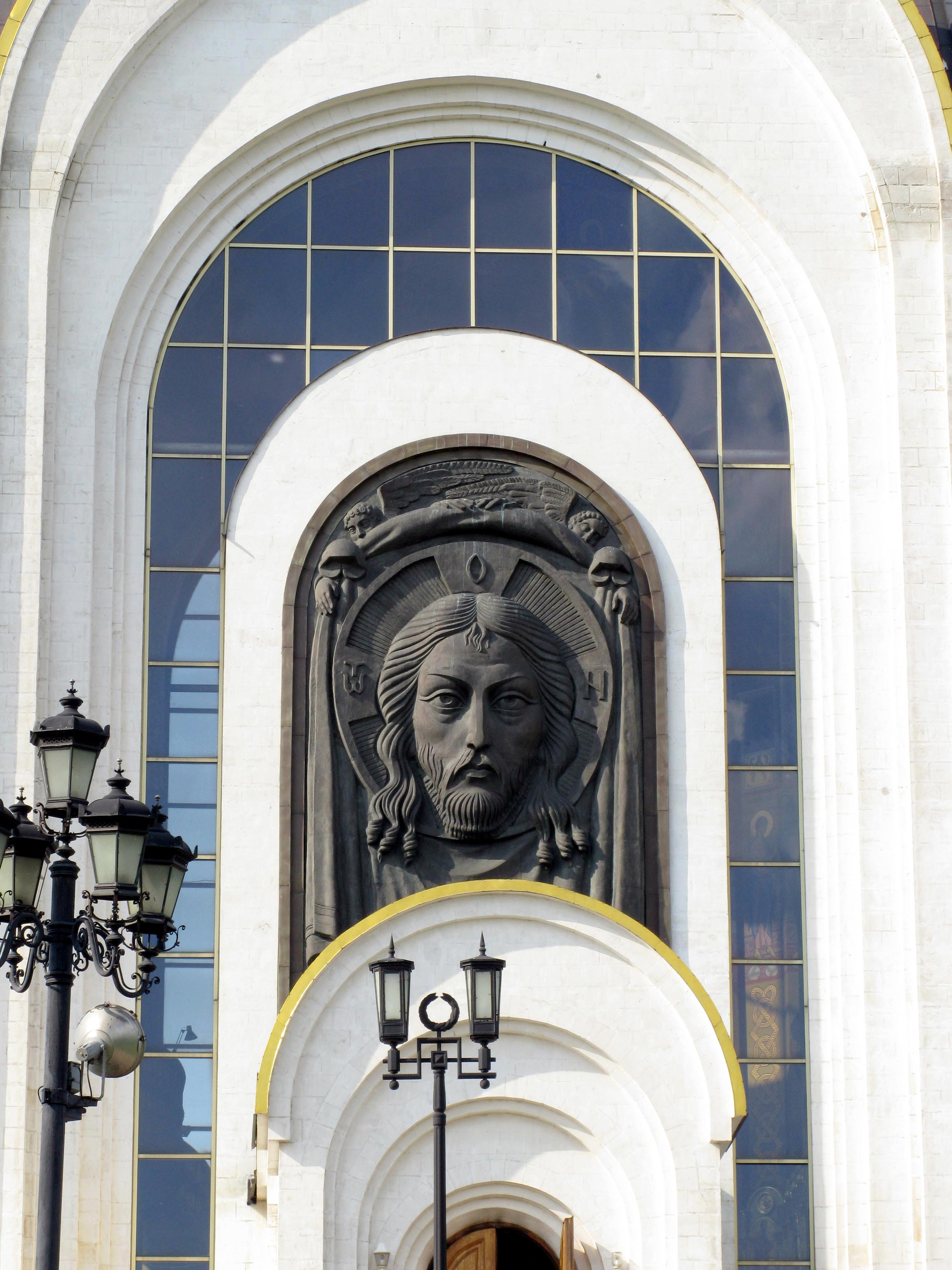
Bas-reliëf van Christus